# União dos Democratas "Pela Lituânia"
A União dos Democratas "Pela Lituânia" (em lituano:  Demokratų sąjunga „Vardan Lietuvos“; DSVL) é um partido político lituano fundado no dia 29 de janeiro de 2022 por Saulius Skvernelis, ex-primeiro-ministro da Lituânia, através de uma cisão do partido União dos Camponeses e Verdes Lituanos, na sequência de desentendimentos entre o líder Ramūnas Karbauskis e Skvernelis. O partido é descrito como sendo de centro-esquerda em política económica, e centro-direita em questões socio-culturais. Apoia um rendimento mínimo garantido, fortalecimento da família, alcançar neutralidade carbónica até 2045 e descentralização.